# Ђербиди (Верчели)
Ђербиди је насеље у Италији у округу Верчели, региону Пијемонт.
Према процени из 2011. у насељу је живело 110 становника. Насеље се налази на надморској висини од 185 м.